# Croton chapelieri
Espèce
Croton chapelieri est une espèce de plantes à fleurs du genre Croton et de la famille des Euphorbiaceae, présente à l'est de Madagascar.
Il a pour synonymes :
- Aubertia glandulosa Chapel. ex Baill.
- Oxydectes chapelieri (Baill.) Kuntze